# 4º fanteria
4º fanteria (Die Deutschmeister) è un film austriaco del 1955 diretto da Ernst Marischka.
È basato, molto liberamente, sulla storia del musicista Wilhelm August "Willi" Jurek, realmente vissuto tra il XIX e il XX secolo, autore della marcia del 4º Reggimento Imperiale di Fanteria "Deutschmeister".

## Trama
La giovane Constanze "Stanzi" Hübner si reca a Vienna per lavorare nel panificio di sua zia Therese. Per caso partecipa a un ballo in maschera e attira l'attenzione del barone Zorndorff, che pensa che lei sia una contessa.  Durante una parata della Burgmusik viene notata anche dal giovane musicista militare Willi Jurek, un soldato del reggimento Deutschmeister, che poi va timidamente nel negozio di sua zia per incontrarla.
Anche la zia di Stanzi ha un ammiratore: è l'Hofrat Hofwirt che acquista da lei per conto dell'imperatore le gustose Salzstangerln del panificio.
Willi compone una nuova marcia, che suona e canta in una birreria insieme a Stanzi e ai suoi compagni d'arma ottenendo un grande successo. Stanzi vuole che l'imperatore ascolti la marcia: nasconde lo spartito della marcia in uno dei panini che l'Hofrat porterà a Francesco Giuseppe ma alla cena il pane viene servito per errore all'imperatore tedesco Guglielmo II in visita a Vienna, creando un incidente diplomatico. In seguito all'episodio, alla zia di Stanzi viene vietato di vendere i suoi prodotti alla corte ma Stanzi, ricevuta in udienza da Francesco Giuseppe, spiega all'imperatore il malinteso, risolvendo la situazione.
Durante una sfilata d'onore alla presenza di Francesco Giuseppe e Guglielmo II viene finalmente eseguita la marcia composta da Willi, che riscuote tanto successo al punto che gli imperatori in persona si congratulano con lui. A quel punto, Stanzi e Willi possono coronare la loro storia d'amore e la zia Stanzi viene ammessa alla corte dell'imperatore e può così sposare il suo amato Hofrat.

## Produzione
Già nel 1934 Ernst Marischka aveva contribuito al film di Géza von Bolváry Früjahrsparade (Parata di primavera) che raccontava la storia della nascita della Deutschmeistermarsch. In questa prima produzione l'imperatore Francesco Giuseppe era interpretato da Paul Hörbiger e Stanzi da Franziska Gaal mentre il ruolo di Willi fu affidato a Wolf Albach-Retty, padre di Romy Schneider. Vent'anni dopo, Marischka realizzò il remake del film su pellicola a colori, comparendo anche in una scena come cliente del caotico parrucchiere Swoboda.
Il film è stato prodotto negli studi della Wien-Film Ges. M.b.H. a Vienna-Sievering. Le riprese in esterni sono state effettuate a Vienna e dintorni, nonché a Salisburgo. Fritz Jüptner-Jonstorff è stato responsabile del montaggio, mentre i costumi furono realizzati da Gerdago e Leo Bei.
Il testo cantato da Fritz Imhoff e Heinz Conrads nel film sulle note della marcia del reggimento Deutschmeister è stato modificato rispetto all'originale, molto più militare, per adattarlo all'atmosfera romantica del film.

## Distribuzione
Il film fu proiettato per la prima volta nella Repubblica Federale Tedesca l'11 agosto 1955, mentre in Austria il debutto avvenne il 21 settembre 1955 a Vienna. Il film venne poi distribuito in Danimarca nel gennaio 1956, in Portogallo a giugno 1957, in Svezia a novembre 1957, in Finlandia a dicembre 1957 e in Messico nel maggio 1961. In seguito il film fu distribuito anche in Argentina, Australia, Brasile, Cecoslovacchia, Francia, Grecia, Ungheria, Italia, Paesi Bassi e Spagna.

## Accoglienza
Secondo i dati dell'Ufficio di statistica della città di Vienna, Die Deutschmeister si è classificato al secondo posto tra i film più visti nel 1955, dietro al film statunitense Tre soldi nella fontana.

## Colonna sonora

### Canzoni
- Romy Schneider: Wenn die Vögel musizieren
- Hans Moser, Magda Schneider: Mir ist’s gleich
- Gretl Schörg: Im Prater blühn wieder die Bäume; Im Frühling im Mondschein im Prater in Wien
- Fritz Imhoff, Heinz Conrads: Deutschmeister-Regimentsmarsch
- Coro: Frühjahrsparade

### Marce
- Hoch- und Deutschmeister-March di Dominik Ertl
- Deutschmeister-Regimentsmarsch di Wilhelm August Jurek
- Bruckerlager Marsch e Hoch Habsburg di Johann Nepomuk Král (estratti)